# Arthur Slugworth
Sr. Arthur Slugworth es un personaje ficticio y antagonista del libro de Charlie y la fábrica de chocolate (1964) por el autor británico Roald Dahl.

## Slugworth en el libro
En el libro, el Sr. Slugworth es uno de los chocolateros rival de Willy Wonka. Slugworth, junto con otros rivales del Sr. Wonka. Fickelgruber y Prodnose, envió espías para robar las recetas secretas de Wonka. Después de haber obtenido estos, que comenzó a hacer globos de caramelo que se funde un consumo de hasta tamaños increíbles, y luego hace que estalló antes de comerlas, una invención plagiado. El trabajo de Slugworth (junto con los demás rivales) estuvo a punto de arruinar la fábrica de Wonka. Wonka se vio obligado a cerrar su fábrica y despedir a todos sus trabajadores. Unos años más tarde, la fábrica de Wonka comenzó a trabajar de nuevo (operado exclusivamente por Oompa-Loompas) y su obra continuó dominando la industria de dulces, con ningún rival capaz de plagiar su trabajo porque el uso de los Oompa Loompas como sus trabajadores permite Wonka para operar su fábrica sin empleados regulares y mantener fuera del alcance de los ciudadanos, por lo que no puede infiltrar espías. Slugworth nunca se supo de él, pero se afirma que Slugworth, Prodnose o Fickelgruber que cada uno dé sus dientes frontales para entrar en la habitación inventar Wonka (un laboratorio) durante cinco minutos.

## Slugworth en la película de 1971
En la película de 1971, Willy Wonka y la fábrica de chocolate, la compañía Slugworth es en los negocios. En el interior de la tienda de Bill Candy, productos de Wonka y los signos son los más visibles, pero Sizzlers Slugworth son también un lugar destacado, y uno se llegaron a vender a un niño llamado junio Marie. También se observan signos de dulces de Fickelgruber. El abuelo Joe Slugworth describe como el peor de los rivales de Wonka, Charlie diciendo que él era uno de los que envió a sus espías en el vestido de los trabajadores Wonka para robar Wonkas recetas.
Un hombre que se hace llamar Slugworth es un personaje importante más adelante en la película. A medida que cada Billete Dorado se encuentra, un hombre siniestro se aproxima a la del buscador y le susurra algo al oído de él o ella. Después de que Charlie encuentra el último billete, el mismo hombre se acerca Charlie también, y ofrece lo que es probablemente el mismo discurso que ha dado a los otros niños, en donde él se presenta como Arthur Slugworth, presidente de Slugworth chocolate Incorporated, sobornos y el niño para obtener una parte de la recién inventada eterno chicle y llevarlo a él para que pueda descubrir y plagiar la fórmula. Dos de los niños responden a sobornar a los Slugworth: Veruca Salt cruza los dedos detrás de su espalda cuando Willy Wonka le pregunta a los niños que no promete mostrar el chicle eterno a nadie más. Mike Tevé le pregunta a su madre los secretos que pueden vender a Slugworth, su madre también se oye decir a su hijo a mantener sus ojos bien abiertos y cerrar la boca. El abuelo Joe responde también cerca de la final de la película. Después de Willy Wonka encaje en él y Charlie Bucket juntos para el muestreo de elevación bebidas efervescentes (probablemente una última prueba por Slugworth Wonka y de carácter), el abuelo Joe planea dar Slugworth el chicle como una venganza eterna. Este es frustrado sin embargo, como Charlie no se atreve a traicionar a Wonka y, por tanto devuelve el chicle eterno de Wonka.
Aunque en un principio parece que es Slugworth principal villano de la película, Wonka finalmente revela al final de la película que el hombre no es Slugworth, pero un compañero de trabajo llamado Sr. Wonka Wilkinson, y que su oferta era una prueba moral de carácter .
La película no explica cómo el falso Slugworth fue capaz de acercarse a cada ganador tan pronto después de que encontraran sus boletos. Sin embargo, es implícita Wonka de alguna manera para no perder de vista el destino de cada boleto, y luego le dijo a Wilkinson en el que tiene mayor probabilidad de ser encontrado.
Slugworth / Wilkinson fue interpretado por Günter Meisner, un actor de Alemania Occidental.

## Slugworth en la película de 2005
Slugworth sólo hace una aparición en una fracción de segundo de Tim Burton Charlie y la fábrica de chocolate. Él recibe una receta secreta de Prodnose y no se supo de él. Ejemplos de la plagiarization se muestran, al igual que Wonka cierre de las puertas de sus trabajadores, incluyendo el abuelo Joe. Cuando el abuelo Joe cumple Wonka, él le dice que solía trabajar en su fábrica. Wonka no parece reconocer el abuelo Joe, en lugar de exigir, si el abuelo Joe fue uno de los espías. Cuando el abuelo Joe dice que él no era uno de los espías, Wonka cita "Welcome Back".
- Datos: Q4800302